# Ernst Dieffenbach

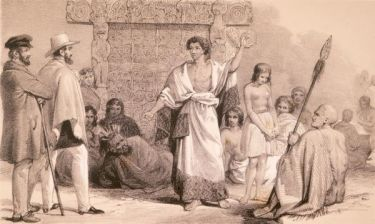
Allegorie: Ernst Dieffenbach erreicht den Gipfel des Mount Egmont

Johann Karl Ernst Dieffenbach, im englischsprachigen Raum teilweise Ernest Dieffenbach genannt (* 27. Januar 1811 in Gießen, Großherzogtum Hessen-Darmstadt; † 1. Oktober 1855 ebenda, Großherzogtum Hessen), war ein deutscher Mediziner, Geologe, Naturforscher und später auch Professor an der Universität in Gießen. Besondere Verdienste erwarb er sich durch seine naturwissenschaftliche Erforschung Neuseelands.

## Frühe Jahre
Ernst Dieffenbach wurde am 27. Januar 1811 in Gießen als Sohn von Ludwig Adam Dieffenbach, einem protestantischen Geistlichen und Professor der Theologie der Universität Gießen, geboren. Seine Mutter war Christiane Louise Henriette Hoffmann aus Ober-Mockstadt. Seine Schwester Christiane heiratete den späteren Landtagsabgeordneten Johann Gros. Von 1828 bis 1833 studierte er Medizin in Gießen, bekam aber auch Interesse an anderen Naturwissenschaften. So wurde er u. a. Schüler von Justus Liebig, Chemiker und Professor an derselben Universität.
Auch an Politik interessiert, schloss sich Dieffenbach während seiner Studienzeit der Demokratiebewegung der Burschenschaften an, die ihrerseits nach der Julirevolution von 1830 in Paris weiteren Auftrieb bekamen und im Mai 1832 mit dem Hambacher Fest und im April 1833 mit dem Frankfurter Wachensturm ihren Höhepunkt hatten. In Gießen wurde er 1828 Mitglied der Alten Gießener Burschenschaft Germania. Mit dem gescheiterten Versuch, eine Revolution auszulösen, wurden viele Studenten verhaftet oder flohen ins Ausland. Dieffenbach, vermutlich an dem Aufstand beteiligt und ebenfalls verfolgt, floh im August 1833 in das französische Straßburg. Im Mai 1834 folgte der Ausschluss von der Gießener Universität. Gut zwei Monate später ging Dieffenbach in die Schweiz nach Zürich um sein Studium der Medizin fortzusetzen. 1835 schloss er mit dem Doktortitel ab. 1836 wurde er steckbrieflich gesucht, wie im Schwarzen Buch der Frankfurter Bundeszentralbehörde (Eintrag Nr. 300) festgehalten ist.
Auch in der Schweiz politisch aktiv, schloss sich Dieffenbach der Schweizer Sektion Junges Deutschland an. 1836 wurde er wegen politischer Aktivitäten und der Mitwirkung an einem Duell für zwei Monate ins Gefängnis gesteckt. Im August 1836 schließlich wiesen die Schweizer Behörden Dieffenbach aus, auch auf das Betreiben der österreichischen Regierung hin.

## England
Über Frankreich ging Dieffenbach nach England, wo er Zuflucht in London fand. Dort schrieb er Artikel für die British Annals of Medicine und den Edinburgh Review, lehrte Deutsch, arbeitete als Prosektor im Guy’s Hospital und zeitweise auch als Arzt für eine Fabrik in London. Seine Lebensbedingungen während dieser Zeit waren prekär, die Tätigkeiten reichten insgesamt nicht zum Leben. Doch seine Arbeiten für wissenschaftliche Zeitschriften machten ihn in der britischen Fachwelt bekannt, und so kam es, dass er, nominiert von zwei Offiziellen der Royal Geographical Society, im Frühjahr 1839 von der New Zealand Company die Möglichkeit bekam, eine Expedition der Kolonisationsgesellschaft zur Erforschung Neuseelands zu leiten.

## Neuseeland
Im Mai 1839 segelte Dieffenbach auf der Tory, einem Siedlerschiff der New Zealand Company unter Leitung von William Wakefield, von Plymouth aus in Richtung Neuseeland. Das Schiff erreichte im August 1839 die Nordinsel. Dieffenbach arbeitete zwei Jahre in der angehenden Kolonie. Er bereiste die Marlborough Sounds, das Hutt Valley, die Region Taranaki, die Westküste der Nordinsel und das Volcanic Plateau, reiste hinauf nach Northland und besuchte für vier Wochen die Chatham Islands. Er war damit der erste Wissenschaftler, der in Neuseeland forschte und lebte. Dieffenbach sammelte und dokumentierte die Flora und Fauna des Landes, sowie die Landschaft mit ihrem geologischen Gegebenheiten. Seine Sammlung fand später Eingang in den Royal Botanic Gardens, im Londoner Stadtteil Kew und in das British Museum.
Doch Dieffenbach reizte nicht nur die naturwissenschaftliche Herausforderung. Im Dezember 1839 bestieg er im zweiten Anlauf den Mount Taranaki. Damit zählt er zusammen mit James Heberley, der gemeinsam mit ihm den viertägigen Aufstieg bewältigte und 20 Minuten eher den Gipfel erreicht haben soll, zu den Erstbesteigern des 2.518 m hohen aktiven Vulkans. Die Initiative zur Besteigung ging von Dieffenbach aus.
Ihm zu Ehren wurde die von ihm 1840 katalogisierte, aber bereits 1872 ausgestorbene Dieffenbach-Ralle (Gallirallus dieffenbachii) nach ihm benannt. Der Mount Diffenbach in Neuseeland trägt ebenfalls seinen Namen.

## Zurück in England
Im Oktober 1841 kehrte Dieffenbach nach England zurück, gab sein erstes Buch New Zealand and its Native Population heraus und arbeitete an seinem Werk Travels in New Zealand, welches in zwei Bänden im Jahr 1843 in London erschien. In einem Artikel der Times vom 6. April 1844 wurde sein Buch besprochen und als sehr wertvoll für alle bezeichnet, die aus den unterschiedlichsten Gründen Interesse an der neuen Kolonie hatten. Die beiden Bände wurden so zu Handbüchern für Reisende und Kolonialisten und waren eine gute Grundlage für spätere Forschungsreisende.
Im Januar 1843 wurde Dieffenbach Gründungsmitglied der London Ethnological Society und vertrat dort Johann Gottfried Herders Auffassung, dass die Individualität jedes Volkes ein Produkt einer Dialektik zwischen der global-menschlichen Natur, dem individuellen Charakter der Rasse und der spezifischen Umgebung, in die Rasse sich entwickelt. Dieffenbach unterstellte in seinem Essay On the Study of Ethnology, dass mit der relativ stabilen Einordnung von Rassetypen, Ethnologen Rassen mit der Präzision eines Botanikers eine Ethnologische Weltkarte erstellen könnten, welche die geografischen Grenzen in der jede Rasse lebt, aufzeigen würde.

## Zurück in Deutschland
Im Laufe des Jahres 1843 kehrte Dieffenbach nach Deutschland zurück und sah sich Anfangs auf Grund seiner früheren politischen Aktivitäten erneuten Schwierigkeiten ausgesetzt. Doch Unterstützung kam von Liebig und Humboldt. Auf einer kurzen Reise nach England im Auftrage von Liebig hoffte Dieffenbach in einem Gespräch mit Lord Stanley einen weiteren Auftrag für eine Expedition nach Neuseeland zu bekommen. Das Angebot, eine wissenschaftliche Reise nach Südamerika machen zu können, lehnte er aber ab. Zurück, übersetzte Dieffenbach Darwins Journal of Researches ins Deutsche, beteiligte sich mit Arbeiten an wissenschaftlichen Zeitschriften und konnte erst nach der deutschen Revolution 1848 freier arbeiten. Er übernahm die Redaktion der liberalen Freie Hessische Zeitung und wurde 1849 Privatdozent an der Universität in Gießen. Ob er ein Angebot, einen Sitz in dem ersten deutschen Parlament, der Frankfurter Nationalversammlung zu bekommen, ablehnte, ist nicht belegt. 1850 bekam er eine außerordentliche Professur für Geologie angetragen und veröffentlichte 1852 seine Übersetzung des Werkes The Geological Observer von Henry Thomas de la Bèche.
Im April 1851 heiratete Dieffenbach Katharina Emilie Reuning. Aus der Ehe gingen zwei Töchter hervor, Klara und Anna.
1855 erkrankte Dieffenbach an Typhus und verstarb am 1. Oktober desselben Jahres in Gießen. Sein Grab befindet sich seitdem auf dem Alten Friedhof in Gießen. Es wurde 2016 relokalisiert und mit einer Gedenktafel versehen.

## Werke
- Smith, Elder and Co., Cornhill (Hrsg.): New Zealand and its Native Population. London 1841 (englisch, google.de).
- The Journal of the Royal Geographical Society of London (Hrsg.): An Account of the Chatham Islands. Vol. 11, 1841, S. 195–215, JSTOR:1797646.
- John Murray (Hrsg.): Travels in New Zealand – with a contribution to the Geography, Geology, Botany, and Natural History of that Country. Volume I, II. London 1843, doi:10.5962/bhl.title.25939 (englisch).
- On the Study of Ethnology. London 31. Januar 1843 (englisch, 11-seitiges Essay, vorgetragen auf der Gründungsveranstaltung der Ethnological Society, Thomas Hodgkin's House in London).
- Charles Darwin’s Naturwissenschaftliche Reisen nach den Inseln des grünen Vorgebirges, Südamerika, dem Feuerlande, den Falkland-Inseln, Chiloé-Inseln, Galápagos-Inseln, Otaheiti, Neuholland, Neuseeland, Van Diemen’s Land, Keeling-Inseln, Mauritius, St. Helena, den Azoren etc. Vieweg, Braunschweig 1844 (Übersetzung mit Anmerkungen aus dem Werk Journal of Researches von Charles Darwin).
- Vorschule der Geologie – Eine Anleitung zur Beobachtung und zum richtigen Verständnis der noch jetzt auf der Erdoberfläche vorgehenden Veränderungen sowie zum Studium der geologischen Erscheinungen überhaupt. Vieweg, Braunschweig 1853 (Übersetzung und deutsche Bearbeitung mit Zusätzen des Werks The Geological Observer von Henry Thomas de la Bèche).